# Диего д’Арагона Тальявия
Диего д'Арагона Тальявия (итал. Diego d'Aragona Tagliavia; ок. 1590 — 1654, Кастельветрано) — 4-й герцог ди Терранова, гранд Испании.

## Биография
Второй сын Карло II д’Арагона Тальявия, 2-го герцога ди Терранова, и Джованны Пиньятелли.
Камергер, командор ордена Сантьяго, стратигот Мессины в 1619 году, великий адмирал Сицилии.
Был направлен послом к императору Фердинанду III, стал членом тайного совета и князем Священной Римской империи, а также придворным кавалером принцессы Марии Анны Австрийской, которую сопровождал к жениху, Филиппу IV.
Позднее стал генералом кавалерии в Неаполе и капитан-генералом ополчения Неаполитанского королевства. Отказался от управления Сардинией и принял почетное назначение испанским посланником при дворе папы Иннокентия X и должность государственного советника.
В 1651 году пожалован в рыцари ордена Золотого руна.

## Семья
Жена (21.09.1617): Эстефания де Мендоса, 5-я маркиза долины Оахаки (ок. 1595—1635), дочь Педро Каррильо де Мендосы, 9-го графа де Приего, и Хуаны Кортес де Монрой-и-Арельяно
Дочь:
- Джованна Тальявия д'Арагона Кортес, 5-я герцогиня ди Терранова, 6-я маркиза долины Оахаки (12.09.1619—7.05.1692). Муж (1639): Этторе IV Пиньятелли (1620—1674), 6-й герцог ди Монтелеоне